# Gąsawa (gemeente)
De gemeente Gąsawa is een stad- en landgemeente in het Poolse woiwodschap Koejavië-Pommeren, in powiat Żniński.
De zetel van de gemeente is in Gąsawa.
Op 2022 telde de gemeente 4960 inwoners.

## Oppervlakte gegevens
In 2022 bedroeg de totale oppervlakte van gemeente Gąsawa 135,8 km², waarvan:
- agrarisch gebied: 63%
- bossen: 26%

De gemeente beslaat 13,79% van de totale oppervlakte van de powiat.

## Demografie
Stand op 2022:
| Omschrijving                   | Totaal | Totaal | Vrouwen | Vrouwen | Mannen | Mannen |
| ------------------------------ | ------ | ------ | ------- | ------- | ------ | ------ |
| eenheid                        | aantal | %      | aantal  | %       | aantal | %      |
| inwoners                       | 4960   | 100    | 2447    | 49,3    | 2513   | 50,7   |
| bevolkingsdichtheid (inw./km²) | 36,5   | 36,5   | 18      | 18      | 18,5   | 18,5   |

## Administratieve plaatsen (sołectwo)
- Szelejewo - dorp
- Ryszewko - dorp
- Głowy - dorp
- Oćwieka - dorp
- Drewno - dorp
- Obudno - dorp
- Chomiąża Szlachecka - dorp
- Komratowo - dorp
- Łysinin - dorp
- Godawy - dorp
- Biskupin - dorp
- Gogółkowo - dorp
- Nowawieś Pałucka - dorp
- Marcinkowo Górne en Marcinkowo Dolne - dorpen
- Laski Wielkie en Laski Małe - dorpen
- Annowo en Wiktorowo - dorpen
- Piastowo en Rozalinowo - dorpen
- Pniewy en Ostrówce - dorpen

## Aangrenzende gemeenten
Dąbrowa, Mogilno, Rogowo, Żnin.